# 夏季奧林匹克運動會滑板比賽
滑板運動在2020年夏季奧運會於2021年在日本東京首次亮相。國際奧林匹克委員會還暫時批准在2024年巴黎奧運會上亮相。

## 爭取納入
在2015年9月，滑板運動被列入了一份候選名單，與棒球、壘球、空手道、衝浪和運動攀登一同被考慮納入2020年夏季奧運會；在2016年6月，國際奧林匹克委員會宣布支持將所有候選運動列入2020年奧運會的提議。最後於2016年8月3日，所有五項運動（將棒球和壘球視為一項運動）獲批准納入2020年夏季奧運會正式比賽項目。滑板被列入奧運項目的最大障礙之一是滑板中可能造成的龐大傷害風險（包括死亡），因此國際奧林匹克委員會不太可能承擔責任。此外滑板文化也促使人認為奧運會對這個運動來說太「主流」，因此滑板組織並未積極宣傳將這項運動納入奧運會項目中。

## 比賽項目
| 現有項目 |    |    |      |
| 項目     | 20 | 24 | 總數 |
| 男子公園 | •  | •  | 2    |
| 男子街頭 | •  | •  | 2    |
| 女子公園 | •  | •  | 2    |
| 女子街頭 | •  | •  | 2    |
| 總數     | 4  | 4  |      |

## 獎牌得主

### 男子公園
| 届数       | 金牌                  | 银牌                        | 铜牌                          |
| 2020年東京 | 基根·帕尔默 · （AUS） | 佩德罗·巴罗斯 · 巴西（BRA） | 科里·朱诺 · 美国（USA）       |
| 2024年巴黎 | 基根·帕尔默 · （AUS） | 汤姆·沙尔 · 美国（USA）     | 奥古斯托·阿基奥 · 巴西（BRA） |

### 男子街頭
| 届数       | 金牌                   | 银牌                        | 铜牌                      |
| 2020年東京 | 堀米雄斗 · 日本（JPN） | 凯尔文·赫夫勒 · 巴西（BRA） | 積加·伊頓 · 美国（USA）   |
| 2024年巴黎 | 堀米雄斗 · 日本（JPN） | 積加·伊頓 · 美国（USA）     | 尼亚·休斯顿 · 美国（USA） |

### 女子公園
| 届数       | 金牌                   | 银牌                 | 铜牌                    |
| 2020年東京 | 四十住櫻 · 日本（JPN） | 開心那 · 日本（JPN） | 斯凯·布朗 · 英国（GBR） |
| 2024年巴黎 | 阿麗薩·特魯 · （AUS）  | 開心那 · 日本（JPN） | 斯凯·布朗 · 英国（GBR） |

### 女子街頭
| 届数       | 金牌                 | 银牌                      | 铜牌                      |
| 2020年東京 | 西矢椛 · 日本（JPN） | 赖萨·莱亚尔 · 巴西（BRA） | 中山枫奈 · 日本（JPN）    |
| 2024年巴黎 | 吉泽恋 · 日本（JPN） | 赤间凛音 · 日本（JPN）    | 赖萨·莱亚尔 · 巴西（BRA） |

## 獎牌榜
以下獎牌榜是統計在歷屆奧運會滑板比賽（2020年－2024年）獲得過獎牌的國家及地區。資料來源:

| 排名                     | 国家 / 地区              | 金牌 | 銀牌 | 銅牌 | 总计 |
| ------------------------ | ------------------------ | ---- | ---- | ---- | ---- |
| 1                        | 日本（JPN）              | 5    | 3    | 1    | 9    |
| 2                        | （AUS）                  | 3    | 0    | 0    | 3    |
| 3                        | 巴西（BRA）              | 0    | 3    | 2    | 5    |
| 4                        | 美国（USA）              | 0    | 2    | 3    | 5    |
| 5                        | 英国（GBR）              | 0    | 0    | 2    | 2    |
| 总计（共5个国家 / 地区） | 总计（共5个国家 / 地区） | 8    | 8    | 8    | 24   |